# ميشيل وهبة
ميشيل وهبة (بالإنجليزية: Michelle Wehbe)‏ هي ممثلة ومخرجة لبنانية ولدت في يوم 1 آب 1996، درست الإخراج في جامعة الروح القدس - الكسليك، مثلت في فيلم يارا من إخراج عباس فاضل في سنة 2018، واحزب بواسطته على جائزة أفضل ممثلة شابة في مهرجان لوكارنو السينمائي.

## أعمال
- يارا 2018 (بدور يارا)
- بروفا 2019 (بدور أميرة)
- ما فيي الجزء الثاني 2020 (بدور دلع)
- قارئة الفنجان 2021 (بدور أورا /حياة)
- ستة ناقص واحد 2022 (سما)
- البيت الملعون 2024
- المحطة 2025 (إليسا)